# دیمیتار میتروفسکی
دیمیتار میتروفسکی (مقدونی: Димитар Митровски؛ زادهٔ ۲۸ ژانویهٔ ۱۹۹۹) بازیکن فوتبال اهل مقدونیه شمالی است.
وی همچنین در تیم‌های ملی فوتبال زیر ۱۷، ۱۸، ۱۹، ۲۱ سال  و بزرگسالان مقدونیه شمالی بازی کرده است.